# 音乃いづみ
音乃 いづみ（おとの いづみ、1979年1月30日 - ）は、元宝塚歌劇団宙組の娘役。
東京都国立市出身。血液型AB型。身長160cm。愛称は「みき」。

## 来歴
- 1997年4月、宝塚音楽学校入学。
- 1999年3月、宝塚歌劇団に85期生として入団。入団時の成績は24番[2]。雪組公演「ノバ・ボサ・ノバ」で初舞台。その後、宙組に配属。
  - 同期には、元月組トップ娘役映美くらら、元星組トップスター柚希礼音、桜一花、華形ひかるらがいる。
- 2000年、「砂漠の黒薔薇」新人公演で初のソロを歌う。その後もエトワールやカゲソロなど歌手として活躍。
- 2002年、TAKARAZUKA SKY STAGEの第1期スカイ・フェアリーズに抜擢。
- 2003年、「白昼の稲妻」新人公演で初ヒロイン。
- 2008年5月18日、「黎明の風/Passion 愛の旅」東京公演千秋楽をもって、宝塚歌劇団を退団。
- 2009年11月、舞台演出家の斎藤栄作と結婚[3]。
- 2012年4月、第1子を出産したことをブログで発表。

## 宝塚歌劇団時代の主な舞台
- 2000年1月、「砂漠の黒薔薇／GLORIOUS!!」
- 2000年6月、バウホール公演「FREEDOM」南部の女（ソロ）他
- 2000年8月、「望郷は海を越えて／ミレニアム・チャレンジャー」新人公演：カゲソロ（本役：鈴奈沙也）
- 2001年4月、「ベルサイユのばら2001」新人公演：小公女（本役：遠野あすか）
- 2001年11月、「カステル・ミラージュ／ダンシング・スピリット」新人公演：ヘレン（本役：鈴奈沙也）
- 2002年7月、「鳳凰伝／ザ・ショー・ストッパー」新人公演：タマル（本役：彩乃かなみ）
- 2003年2月、「傭兵ピエール／満天星大夜總会」ナタリー／新人公演：カトリーヌ（本役：華宮あいり）　＊エトワール
- 2003年8月、博多座公演「鳳凰伝／ザ・ショー・ストッパー」タマル
- 2003年10月、「白昼の稲妻／テンプテーション」マルト、エミリア（劇中劇）／新人公演：ヴィヴィアンヌ（本役：花總まり）　＊新人公演初ヒロイン
- 2004年5月、「ファントム」ベラドーヴァ／新人公演：ソニア
- 2004年10月 - 11月、全国ツアー「風と共に去りぬ」メイベル　＊エトワール
- 2005年1月 - 4月、「ホテル ステラマリス／レヴュー伝説」ジェシカ／新人公演：アリソン・オーウェル（本役：彩乃かなみ）
- 2005年5月、全国ツアー「ホテル ステラマリス／レヴュー伝説」アリソン・オーウェル　＊エトワール
- 2005年8月 - 11月、「炎に口づけを／ネオ・ヴォヤージュ」ピーラー／新人公演：修道院長（本役：毬穂えりな）
- 2006年1月、バウホール公演「不滅の恋人たちへ」エーメ
- 2006年8月、博多座公演「COPACABANA」シド
- 2006年9月、貴城けいコンサート「I have a dream」
- 2006年11月 - 2007年2月、「維新回天・竜馬伝!／ザ・クラシック」幾松
- 2007年4月、轟悠コンサート「LAVENDER　MONOLOGUE」
- 2007年6月 - 9月、「バレンシアの熱い花／宙　FANTASISTA!!」夫人・幻想の歌手
- 2007年10月 - 11月、全国ツアー「バレンシアの熱い花／宙　FANTASISTA!!」夫人・幻想の歌手
- 2008年2月 - 5月、「黎明の風／Passion　愛の旅」ブギの女　＊退団公演、エトワール

## 宝塚歌劇団退団後の主な活動
- 2008年11月、亀山ミュージカル「妖精パック」タイターニア
- 2009年2月、張照翔 二胡を奏でるディナーショー
- 2009年10月、佐久ミュージカル「遥かなる時代をこえて〜2009〜」マリア
- 2010年6月、町田・中ロータリークラブミニコンサート
- 2010年7月、谷みずせ＆音乃いづみディナーショー
- 2010年8月、佐久ミュージカル「真夏の夜の夢」
- 2010年9月、汀夏子ディナーショー
- 2011年6月、『KizuNa』Dance＆ACT Show
- 2011年7月、「L'espace du journal 〜日記の空間〜」